# Bronisław Bartel
Bronisław Bartel (ur. 3 listopada 1887 w Zawierciu, zm. 24 kwietnia 1968 w Poznaniu) – polski malarz.

## Życiorys
Bronisław Bartel urodził się w Zawierciu. Jego rodzicami byli Herman Bartel, urzędnik pracujący w przemyśle, oraz Salomea z Borgów. Od 1905 do 1910 uczęszczał na Akademię Sztuk Pięknych w Krakowie zdobywając wykształcenie pod kierunkiem Juliana Fałata, Teodora Axentowicza i Ferdynanda Ruszczyca.
Jego pierwsza samodzielna wystawa prac miała miejsce w 1910 w Towarzystwie Przyjaciół Sztuk Pięknych w Krakowie. W 1912 zamieszkał w Warszawie, a w 1919 przeniósł się na stałe do Poznania. Pracował tam od 1919 na stanowisku kierownika Drukarni św. Wojciecha. Od 1921 do 1926 w stowarzyszeniu „Świt” pełnił funkcję członka, a następnie członek i prezes grupy artystów wielkopolskich „Plastyka”. Związany był z grupami artystycznymi „Świt” i „Plastyka”. Malował głównie pejzaże utrzymane w ciepłej, stonowanej kolorystyce.
Od 1922 do 1926 był profesorem Państwowej Szkoły Przemysłu Artystycznego w Bydgoszczy, a następnie (do 1939) profesorem malarstwa dekoracyjnego, anatomii i studium aktu w Państwowej Szkole Sztuk Zdobniczych w Poznaniu. Od 1946 do 1951 był dyrektorem Liceum Sztuk Plastycznych w Poznaniu.
Zmarł 24 kwietnia 1968 w Poznaniu. Został pochowany 27 kwietnia 1968 na cmentarzu na Junikowie w Poznaniu (pole 7-3-11).

## Życie prywatne
Jego żoną od 1915 była Adela Kiersztajn, a po raz drugi ożenił się z Janiną Brzezińską. Miał synów Wojciecha (1917–1964) i Andrzeja (ur. 1920) oraz córkę Barbarę (1920–1942).

## Twórczość
Malował kompozycje figuralne, portrety, krajobrazy, martwe natury, uprawiał także malarstwo dekoracyjne. W zbiorach Muzeum Narodowego w Poznaniu znajdują się jego prace pt. Portret matki (1917), Demon (1930), Mulatka (1930), Walcownia (1949). W 1929 zdobył III nagrodę w konkursie na polichromię Sali Posiedzeń Sejmu w Warszawie.

## Ordery i odznaczenia
- Złoty Krzyż Zasługi (11 listopada 1936)[7]